# 三分七
三分七（学名：Anisodus acutangulus var. breviflorus）是茄科山莨菪属三分三的变种。分布于中国大陆的云南、四川等地，生长于海拔2,890米至3,100米的地区，一般生长在林缘、荒地、灌木草丛中以及田边石堆中，目前尚未由人工引种栽培。

## 别名
三分三（云南） 野箊（四川）